# Danh sách sân bay tại Mông Cổ
Đây là một danh sách các sân bay tại Mông Cổ, được phân nhóm theo loại và sắp xếp theo vị trí.

## Sân bay
Tên các sân bay được in đậm cho biết sân bay có các chuyến bay của các hãng hàng không thương mại.
| Thành phố phục vụ | Tỉnh         | ICAO | IATA         | Tên sân bay                                                                               | Đường băng                                                            |
| ----------------- | ------------ | ---- | ------------ | ----------------------------------------------------------------------------------------- | --------------------------------------------------------------------- |
| sân bay quốc tế   |              |      |              |                                                                                           |                                                                       |
| Ulaanbaatar       | (thủ đô)     | ZMUB | ULN          | Sân bay quốc tế Thành Cát Tư Hãn (Chinggis Khaan) (trước đây gọi là sân bay Buyant Ukhaa) | 14/32: 3100m x 60m, Rải nhựa 15/33: 2000m x 40m, Mặt cỏ               |
| sân bay nội địa   |              |      |              |                                                                                           |                                                                       |
| Altai             | Govi-Altai   | ZMAT | LTI          | Sân bay Altai                                                                             | 10/28: 2290m x 60m, Bãi cỏ                                            |
| Arvaikheer        | Övörhkangai  | ZMAH | AVK          | Sân bay Arvaikheer                                                                        | 14/32: 2300m x 50m, Bãi cỏ                                            |
| Baruun-Urt        | Sükhbaatar   | ZMBU | UUN          | Sân bay Baruun-Urt                                                                        | 18/36: 2200m x 50m, Bãi cỏ                                            |
| Baruunturuun      | Uvs          |      |              | Sân bay Baruunturuun                                                                      | 01/19: 2200m x 50m, Bãi cỏ                                            |
| Bayankhongor      | Bayankhongor | ZMBH | BYN          | Sân bay Bayankhongor                                                                      | 16L/34R: 2800m x 35m, Trải nhựa/Bê tông 16R/34L: 2100m x 50m, Bãi cỏ. |
| Bulgan            | Bulgan       | ZMBN | UGA          | Sân bay Bulgan                                                                            | 13/31: 1900m x 50m, Bãi cỏ                                            |
| Bulgan, Khovd     | Khovd        | ZMBS |              | Sân bay Bulgan, Khovd                                                                     | 17/35: 1800m x 40m, Bãi cỏ                                            |
| Choibalsan        | Dornod       | ZMCD | COQ          | Sân bay Choibalsan                                                                        | 12/30: 2600m x 40m, Bê tông                                           |
| Dadal             | Khentii      |      |              | Sân bay Dadal                                                                             | 14/32: 1600m x 40m, Không lát                                         |
| Dalanzadgad       | Ömnögovi     | ZMDZ | DLZ          | Sân bay Dalanzadgad                                                                       | 03/21: 2300m x 50m, Bê tông                                           |
| Kharkhorin        | Övörkhangai  | ZMHH | KHR          | Sân bay Kharkhorin                                                                        | 01/19: 1800x x 50m, Bãi cỏ                                            |
| Khatgal           | Khövsgöl     |      | Không lát đá | Sân bay Khatgal                                                                           | 15/33: 2400m x 30m, Không lát                                         |
| Khovd             | Khovd        | ZMKD | HVD          | Sân bay Khovd                                                                             | 16L/34R: 2850m x 49m, Rải nhựa/Bê tông 16R/34L: 2000m x 50m, Bãi cỏ   |
| Khujirt           | Övörkhangai  | ZMHU | HJT          | Sân bay Khujirt                                                                           | 09/27: 2200m x 60m, Bãi cỏ                                            |
| Mandalgovi        | Dundgovi     | ZMMG | MXW          | Sân bay Mandalgovi                                                                        | 18/36: 1800m x 40m, Bãi cỏ                                            |
| Mörön             | Khövsgöl     | ZMMN | MXV          | Sân bay Mörön                                                                             | 10L/28R: 2440m x 42m, Rải nhựa/Bê tông 10R/28L: 2000m x 40m, Rải sỏi  |
| Ovoot Tolgoi      | Ömnögovi     | ZMGT | n.a.         | Sân bay Ovoot                                                                             | n.a.                                                                  |
| Oyuu Tolgoi       | Ömnögovi     | ZMOT | n.a.         | Sân bay Oyuu Tolgoi                                                                       | n.a.                                                                  |
| Tavan Tolgoi      | Ömnögovi     | n.a. | n.a.         | Sân bay Tavan Tolgoi                                                                      | n.a.                                                                  |
| Tosontsengel      | Zavkhaan     |      |              | Sân bay Tosontsengel                                                                      | 10/28: 2400m x 50m, Bãi cỏ                                            |
| Tsetserleg        | Arkhangai    | ZMTG | TSZ          | Sân bay Tsetserleg                                                                        | 14/32: 1650m x 35m, Bãi cỏ                                            |
| Ulaangom          | Uvs          | ZMUG | ULO          | Sân bay Ulaangom                                                                          | 15/19: 1900m x 35m, Bãi cỏ                                            |
| Uliastai          | Zavkhan      |      | ULZ          | Sân bay Uliastai                                                                          | 16/34: 2350m x 50m, Bãi cỏ                                            |
| Uliastai          | Zavkhan      |      |              | Sân bay Donoi (Sân bay Uliastai Mới)                                                      | 16/34: 3200m x 30m, Bãi cỏ                                            |
| Ölgii             | Bayan Ölgii  | ZMUL | ULG          | Sân bay Ölgii                                                                             | 13/31: 2850m x 30m, Bê tông                                           |
| Öndörkhaan        | Khentii      | ZMUH | UNR          | Sân bay Öndörkhaan                                                                        | 06/24: 1800m x 50m, Bãi cỏ                                            |